# إبراهيم أباد (مقاطعة بوئين زهرا)
إبراهیم أباد (بالفارسية: ابراهیم‌آباد) هي قرية تقع في إيران في قسم ابراهیم أباد الريفي. يقدر عدد سكانها بـ 806 نسمة .